# Semur-en-Brionnais
Semur-en-Brionnais is een gemeente in het Franse departement Saône-et-Loire (regio Bourgogne-Franche-Comté). De plaats maakt deel uit van het arrondissement Charolles. Het dorp was vroeger de hoofdplaats van de streek Brionnais. Semur-en-Brionnais is lid van Les Plus Beaux Villages de France. De gemeente telde 608 inwoners op 1 januari 2022.
De heilige Hugo, abt van Cluny, werd geboren in de feodale burcht van Semur.

## Bezienswaardigheden
Semur-en-Brionnais ligt op een uitloper van de heuvels, te midden van wijn- en boomgaarden. Met zijn kasteelruïne, de romaanse kapittelkerk Saint-Hilaire (12e-13e eeuw), een oude priorij en zijn 18e-eeuwse gemeentehuis is het een zeer harmonisch historisch geheel.

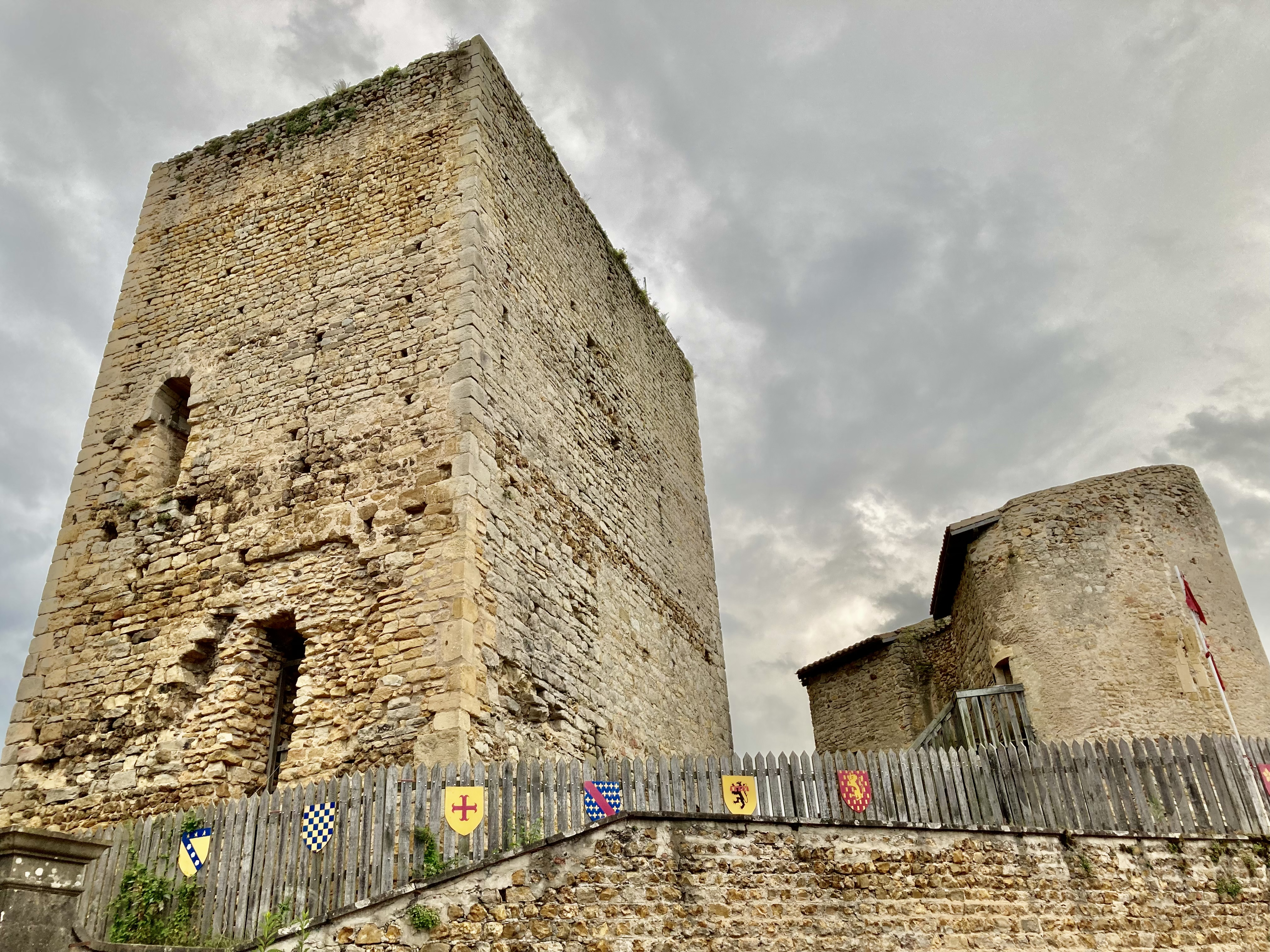
Ruïne van het kasteel Chateau Saint Hugues
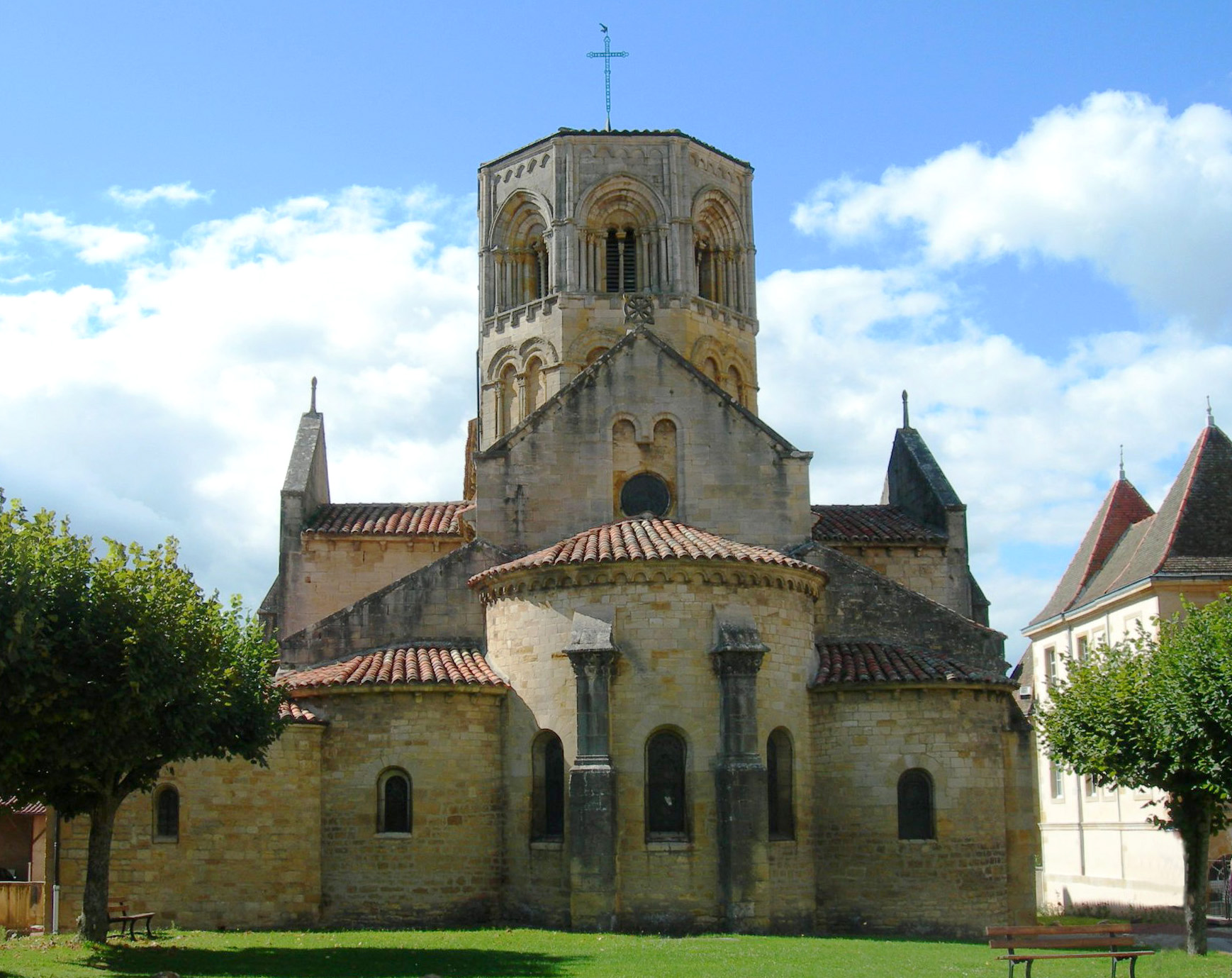
De romaanse kerk Saint-Hilaire, de oostelijke gevel met het hoogkoor
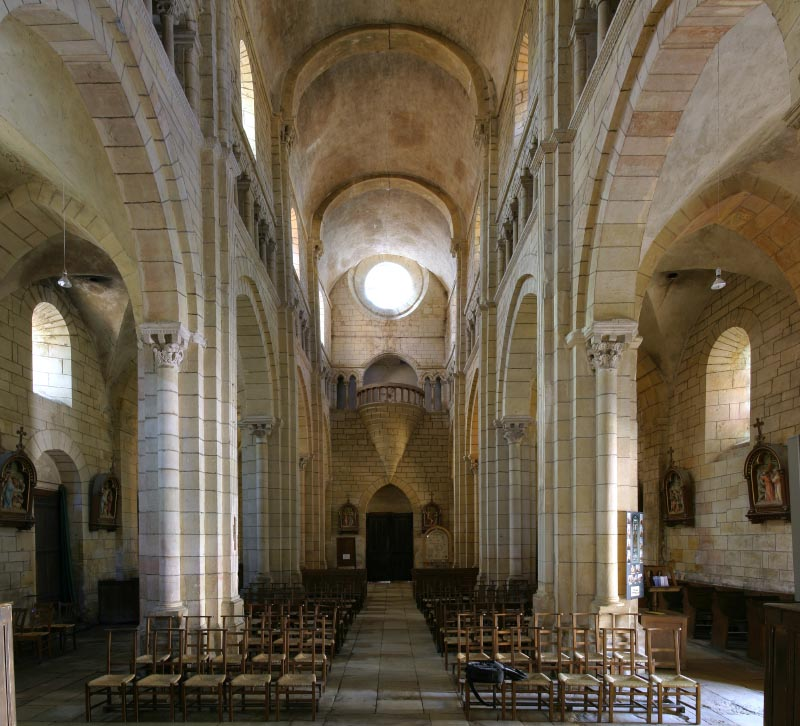
Het schip gezien vanaf de viering
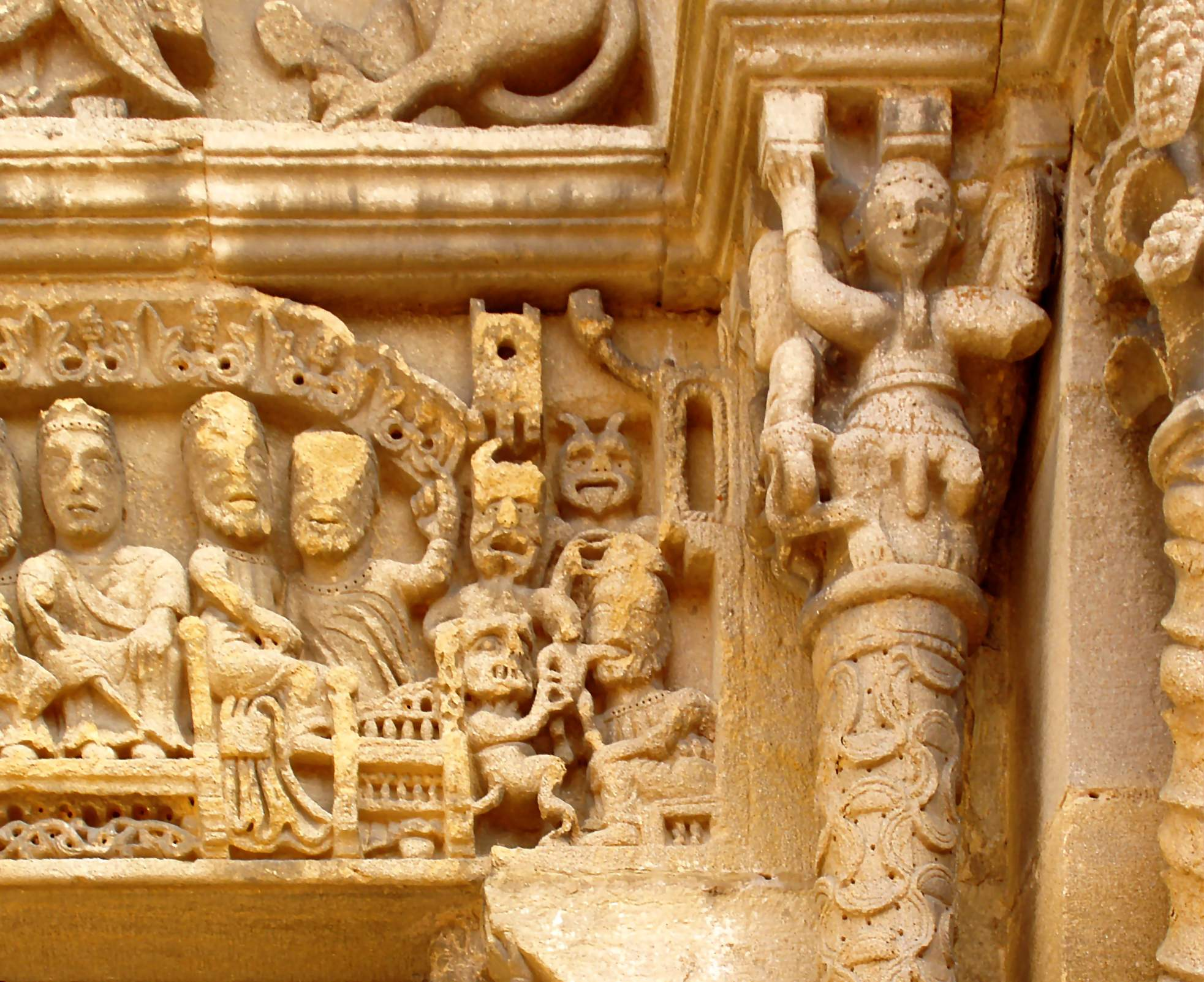
Detail van het hoofdportaal
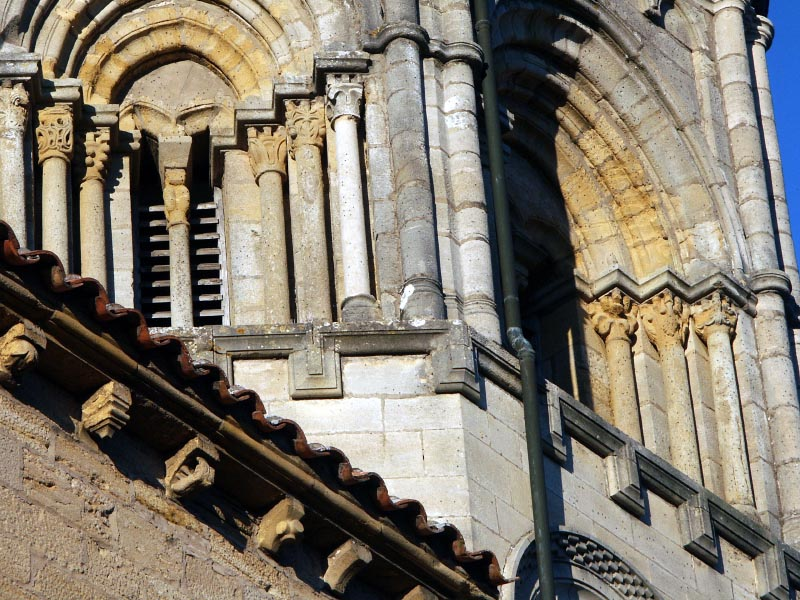
Deel van de westelijke gevel
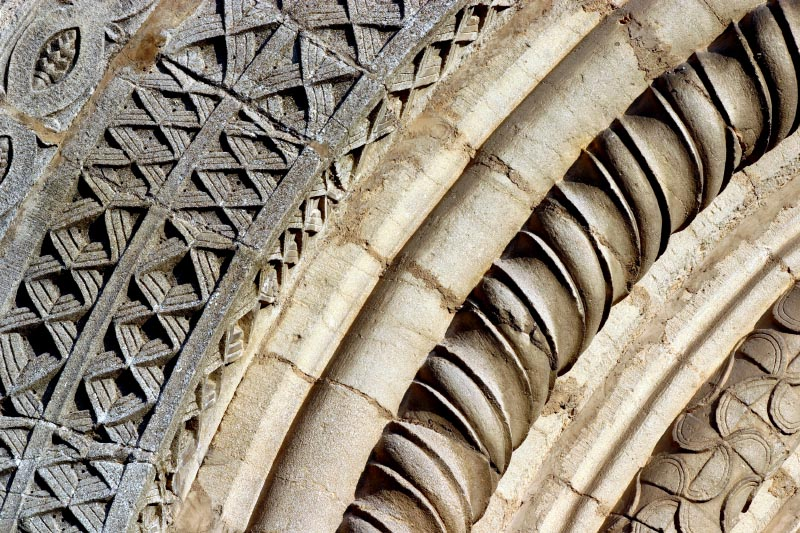
Archivolten van het timpaan in het hoofdportaal

## Geografie
De oppervlakte van Semur-en-Brionnais bedroeg op 1 januari 2022 15,56 vierkante kilometer; de bevolkingsdichtheid was toen 39,1 inwoners per km².

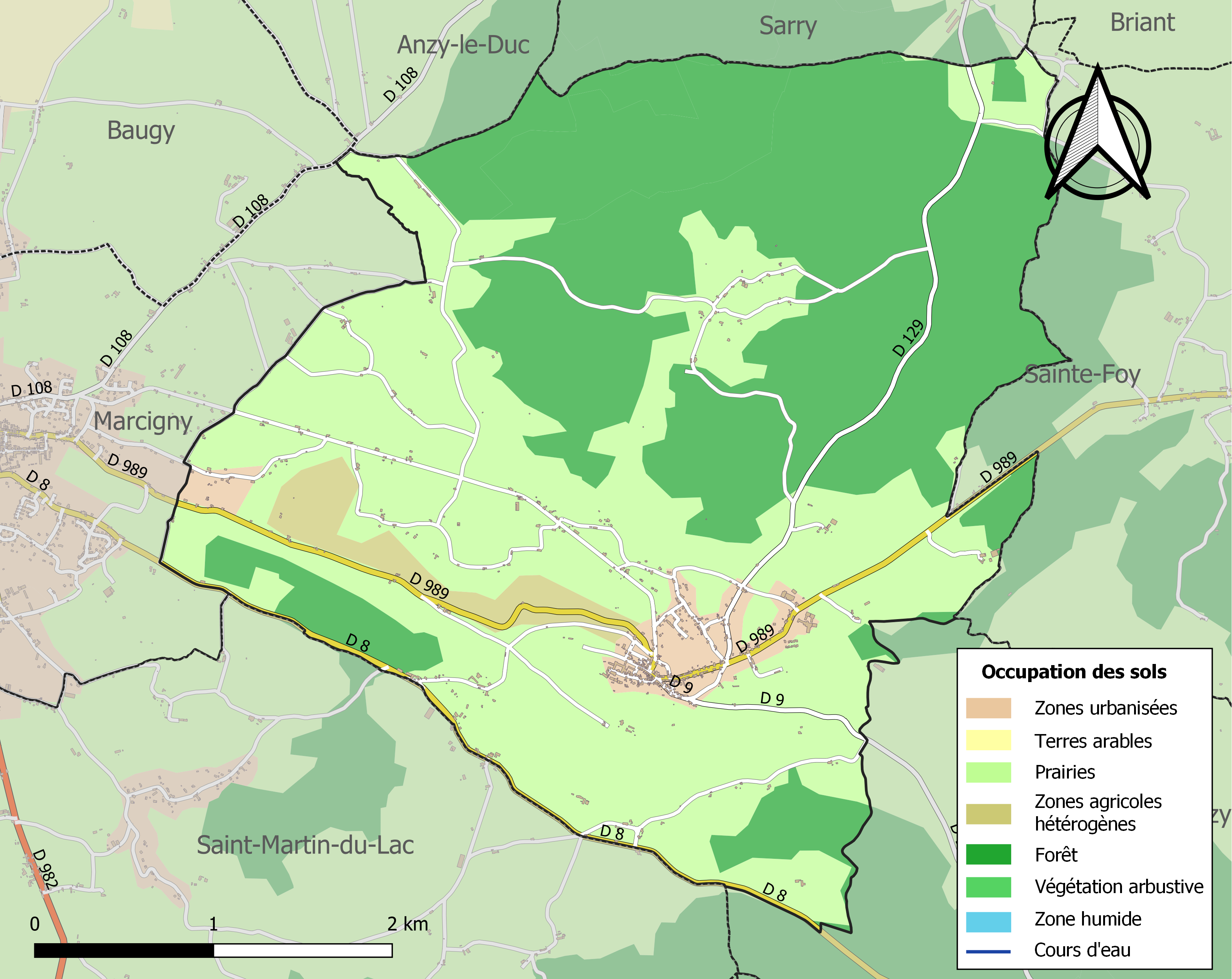
Kaart van de gemeente met de belangrijkste infrastructuur, bodemgebruik en omliggende gemeenten

## Demografie
Onderstaande figuur toont het verloop van het inwonertal (bron: INSEE-tellingen).

## Geboren
- Hugo van Cluny (1024-1109), abt van Cluny

## Galerij

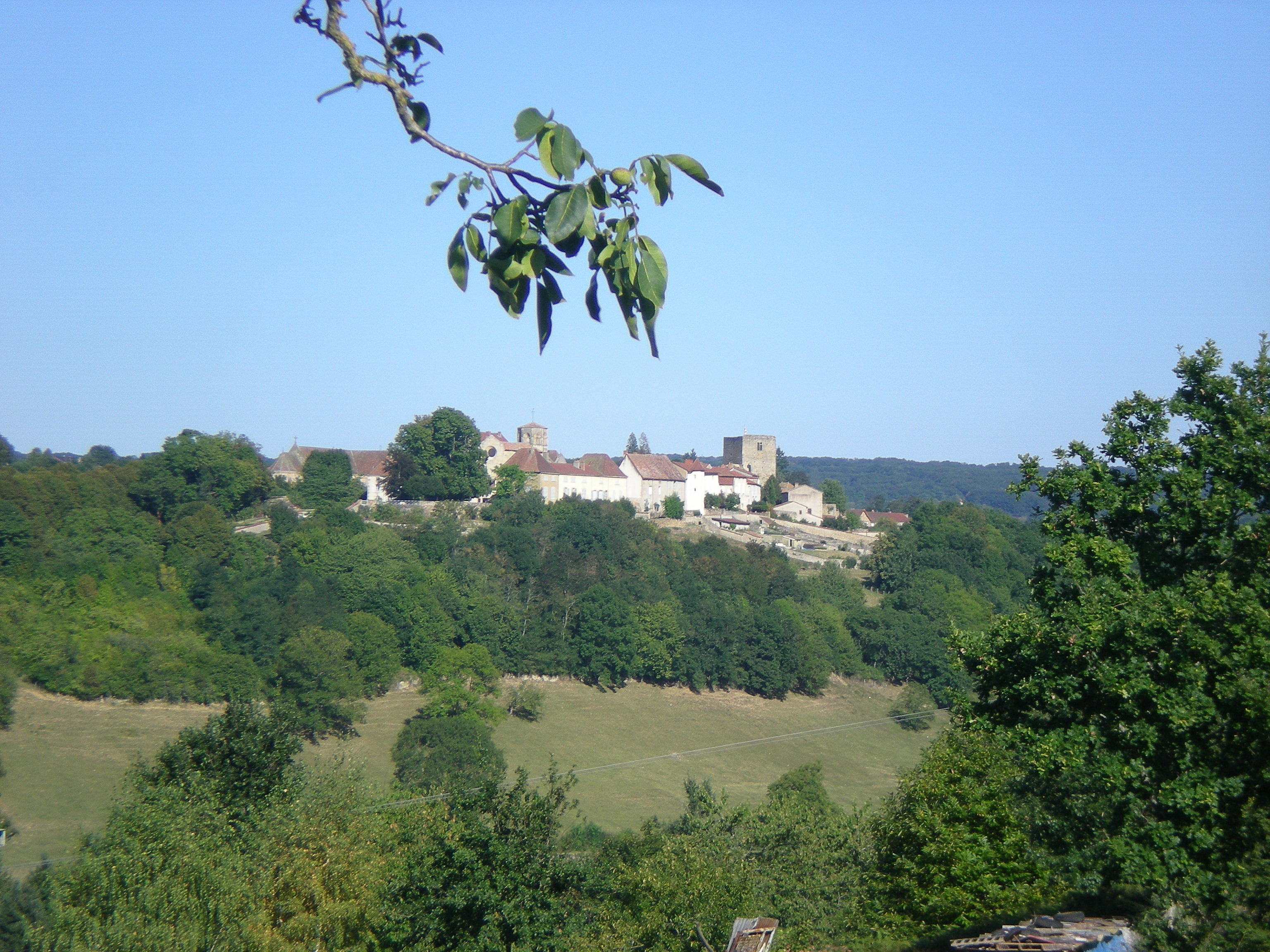
Het dorp Semur
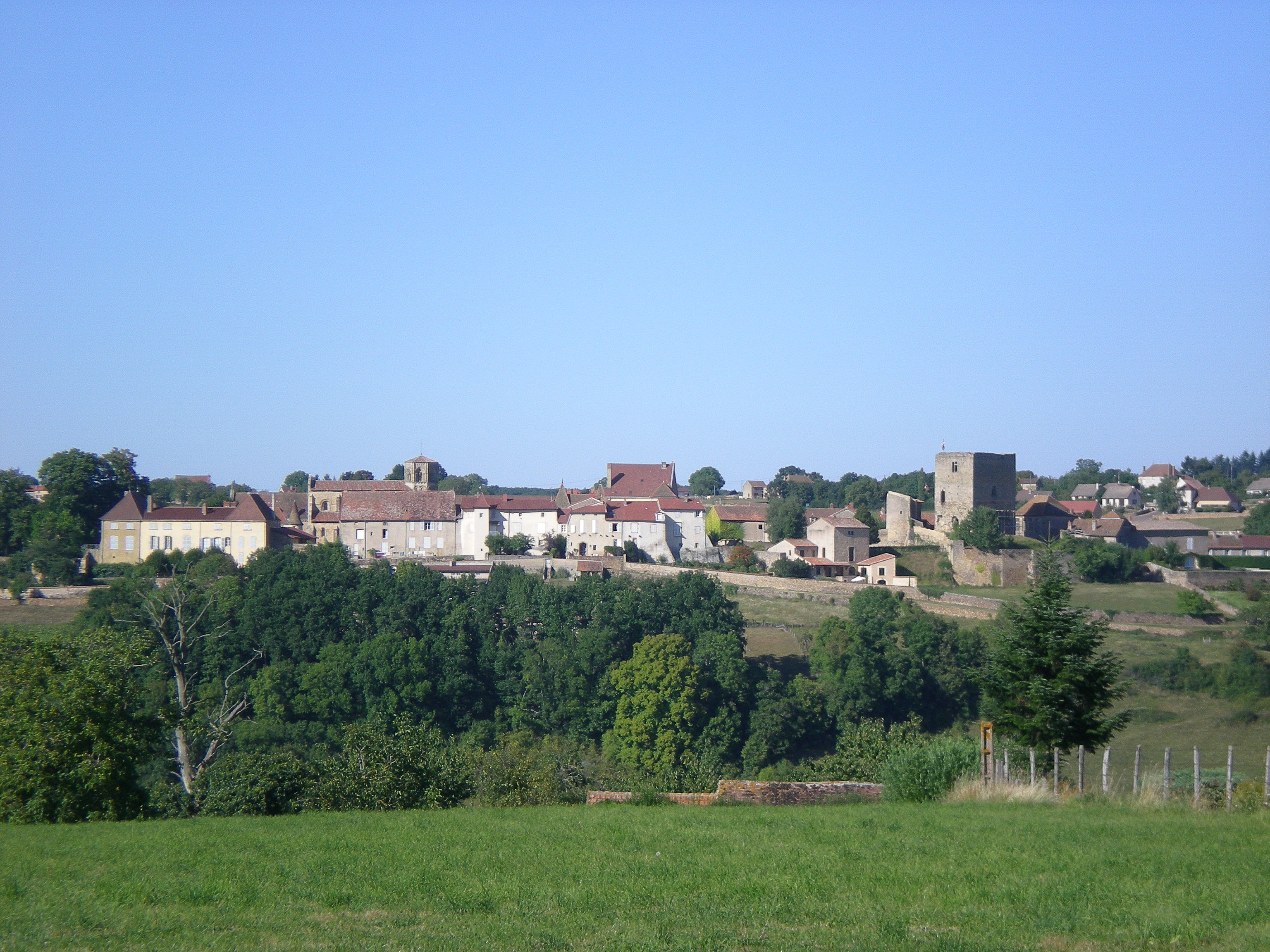
Het dorp Semur